# Calocarides crassipes
Calocarides crassipes is een tienpotigensoort uit de familie van de Axiidae. De wetenschappelijke naam van de soort is voor het eerst geldig gepubliceerd in 1908 door Wollebaek.